# Сілвіу Біндя
Сілвіу Біндя (рум. Silviu George Bindea, 24 жовтня 1912, Блаж, Румунське королівство — 9 березня 1992, там само) — румунський футболіст, що грав на позиції нападника, зокрема, за клуб «Ріпенсія», а також національну збірну Румунії. По завершенні ігрової кар'єри — тренер.
Чотириразовий чемпіон Румунії. Дворазовий володар Кубка Румунії. 

## Клубна кар'єра
У футболі дебютував 1930 року виступами за клуб «Романіа Клуж», в якому провів два сезони. 
Своєю грою за цю команду привернув увагу представників тренерського штабу клубу «Ріпенсія», до складу якого приєднався 1932 року. Відіграв за тімішоарську команду наступні сім сезонів своєї ігрової кар'єри. У складі «Ріпенсії» був одним з головних бомбардирів команди, маючи середню результативність на рівні 0,56 голу за гру першості. За цей час чотири рази виборював титул чемпіона Румунії, ставав володарем Кубка Румунії (двічі).
Згодом з 1939 по 1947 рік грав у складі команд клубів «ЧАМ Тімішоара», «Ріпенсія», «Турну Северін» та «ЧФР Тімішоара».
У червні 1942 року відбувся товариський матч між збірними Бухареста і Одеси. Господарі здобули перемогу з рахунком 3-0. За команду господарів грали гравці збірної Румунії Сілвіу Біндя, Йон Богдан і Валеріу Нікулеску, за гостей — Анатолій Зубрицький, Олександр Брагін, Микола Хижников та інші.
Завершив професійну ігрову кар'єру у клубі «Ріпенсія», у складі якого вже виступав раніше. Прийшов до команди 1948 року, захищав її кольори до припинення виступів на професійному рівні у 1949. Всього на вищому рівні провів 159 ігор, забив 88 голів.

## Виступи за збірну
1932 року дебютував в офіційних матчах у складі національної збірної Румунії. Протягом кар'єри у національній команді, яка тривала 11 років, провів у її формі 27 матчів, забивши 11 голів.
У складі збірної був учасником двох чемпіонатів світу.
На ЧС-1934 в Італії зіграв в матчі 1/8 фіналу проти Чехословаччини (1-2). 
На ЧС-1938 у Франції зіграв у першому з двох матчів проти Куби (3-3), а в переграванні (1-2) участі не брав.

## Кар'єра тренера
Розпочав тренерську кар'єру, повернувшись до футболу після невеликої перерви, 1955 року, очоливши тренерський штаб клубу «Політехніка» (Тімішоара).
Останнім місцем тренерської роботи був клуб «Політехніка» (Тімішоара), головним тренером команди якого Сілвіу Біндя був протягом 1960 року.
Помер 9 березня 1992 року на 80-му році життя у місті Блаж.

## Титули і досягнення
- Чемпіон Румунії (4):

«Ріпенсія»: 1932-1933, 1934-1935, 1935-1936, 1937-1938
- Володар Кубка Румунії (2):

«Ріпенсія»: 1933-1934, 1935-1936